# Джеймс Патерсън
Джеймс Б. Патерсън (на английски: James B. Patterson) е американски писател, творящ основно в жанровете съспенс и трилър, а в последните години и във фентъзи и детска литература.

## Биография
Джеймс Патерсън е роден на 22 март 1947 г. в Нюбърг, Ню Йорк. Баща му Чарлз е застрахователен брокер, а майка му Изабел – учителка и домакиня. Те му предават любовта към книгите.
През 1969 г. Патерсън започва да учи англицистика в „Манхатън Колидж“. През лятото на същата година работи като помощник в болница „Маклийн“ в Масачузетс. Там се сприятелява с поет на име Робърт Лоуъл, който го подтиква да се насочи към писане. Патерсън опитва, но установява, че тази му цел изисква да се учи, затова той продължава през 1970 г. обучението си в университета „Вандербилт“ за магистърска степен. Обучението не го удовлетворява, затова след една година той напуска. Същата година започва работа в агенция „J. Walter Thompson“ като младши редактор, като пише активно в извънработното си време. Постепенно се издига във фирмата и през 1990 г. става главен изпълнителен директор. През 1995 г. се оттегля от рекламния бизнес и с натрупания от него опит се отдава изцяло на писателското поприще.
Голям поддръжник на развитието на навици за четене у децата, Патерсън е основател на наградите „PageTurner“, чрез които от 2005 до 2008 г. дарява повече от 850 000$ на различни институции, училища и физически лица, които създават нови и творчески начини за възвръщане на вълнението от книгите и четенето. След тях Патерсън стартира ReadKiddoRead.com, друга инициатива за каузата си, като помага на родители и учители да изберат най-добрите книги за децата. Той дава и стипендии на свое име за обучение на преподаватели в университетите „Appalachian State“, „Michigan State“ и „Florida Atlantic“.
Патерсън живее в Бриарклиф Манър, Ню Йорк, и в Палм Бийч, Флорида със съпругата си Сюзън и сина си Джак. Любимото му хоби е голфът с приятели.

## Творчество
През 1976 г. излиза първата му книга „The Thomas Berryman Number“, която печели наградата „Едгар Алън По“ за най-добър криминален роман на годината. Големият успех идва с книгите „Завръщането на паяка“ и „Целуни момичетата“, които дават началото на най-популярната негова серия „Алекс Крос“. Главно действащо лице в романите му е тъмнокожият детектив – психолог Алекс Крос, бивш служител на полицията във Вашингтон Д.С. и на ФБР, работещ на свободна практика като психолог и консултант на службите за сигурност. По романите от серията са направени няколко филма, като в първите два главната роля се изпълнява от Морган Фрийман.
От 2001 г. Патерсън стартира серията „Женски клуб „Убийства“. В нея инспекторката от Сан Франциско Линдси Боксър разследва заплетени убийства със съдействието на помощник окръжен прокурор Джил Бернхард, съдебния лекар Клер Уошбърн, и репортерката Синди Томас. През 2007 – 2008 г. по поредицата е направен телевизионен сериал. За тази серия романи съавтори са му Андрю Грос и Максин Паетро.
Бидейки специалист по рекламата, след 2001 г. Патерсън започва активно да работи в съавторство с други писатели. Параметрите на техните отношения не са известни, но сътрудничеството им е взаимоизгодно, тъй като издателите винаги предпочитат и заплащат повече на известните имена. Патерсън обяснява, че съавторите му съставят основния проект на произведението, а след това той го довършва, като тази практика обогатява с нови и интересни идеи неговите истории.
През 2005 г. Патерсън започва фентъзи серията „Maximum Ride“ за тийнейджъри. В нея се разказва за шест деца на бъдещето с птичи гени – Макс, Фанг, Иги, Гасман, Нуди и Ейнджъл, известни като „Ятото“. Серията е разделена на две части – бегълците (1 – 3) и защитниците (4 – 8). В първата Ятото бяга от Заличителите – хора-хибриди с вълчи гени, а във втората се бори срещу замърсяването на околната среда и античовешки групировки. Част от персонажите правят връзка с романите „When the Wind Blows“ и „The Lake House“.
През 2007 г. дава начало на нова серия „Майкъл Бенет“ в съавторство с Майкъл Ледуидж. В нея главен герой е детективът от Нюйоркската полиция Майкъл Бенет и неговите 10 деца. Той се бори упорито с опасни терористи и престъпници, рискувайки собствения си живот и кариера.
През 2008 г. Патерсън забелязва, че синът му няма достатъчно книги, които иска да чете, и му написва една. Така се ражда друга фентъзи серия „Даниел Х“, в която един млад получовек-полуизвънземен помага за спасяването на света.
През 2009 г. започва в съавторство фентъзи серията „Вещицата и Магьосника“. В нея герои са тийнейджърите Уит и Уисти Алгууд, които със своите невероятни магически способности се борят срещу тоталитарното и жестоко правителство на „Нов ред“.
През 2010 г. е стартът на друга съавторска криминална поредица – „Детективска агенция „Private“. Героите на романите разследват убийства, кражби, и други престъпления в различни страни, като развиват там клоновете на фирмата.
Патерсън има и няколко детски и документални книги.
Романите, създадени от Патерсън, се четат на един дъх, такива заглавия като: „Завръщането на паяка“, „Целуни момичетата“, „Джак и Джил“, „Криеница“, „Котка и мишка“, „Среднощен клуб“, „Когато вятърът задуха“, „Танцът на невестулката“ го правят един от най-четените автори в света. Негови романи са включени в класацията на „Publishers Weekly“ за бестселърите продавани в САЩ.
От 1976 година, самостоятелно или в съавторство, Патерсън е написал 97 романа. Има 19 последователни първи места в класацията за бестселъри на „Ню Йорк таймс“, и общо е бил 76 пъти, за това е вписан в книгата на Рекордите на Гинес. Продава повече книги от автори като Стивън Кинг, Джон Гришам и Дан Браун, а в света тиражите му са над 260 милиона копия (до 2012 г.).
Притежател на множество литературни награди, той е единственият автор, оглавявал едновременно литературни класации както за възрастни, така и за деца.
Критиката не е еднозначна към произведенията на Патерсън, както и неговите колеги. Той обаче държи на признанието на своите читатели и на търсенето на книгите си. „Няма никакъв смисъл да се бориш с прасе. И двамата ще се окаляте, но на прасето това ще му хареса.“ – е любима сентенция на Джеймс Патерсън.

### Серия „Алекс Крос“
1. Когато дойде паякът (Завръщането на паяка), Along Came a Spider (1993)
2. Целуни момичетата, Kiss the Girls (1994)
3. Джак и Джил, Jack & Jill (1996)
4. Котка и мишка, Cat & Mouse (1997)
5. Танцът на невестулката, Pop Goes the Weasel (1999)
6. Розите са червени, Roses are Red (2000)
7. Теменужките са сини, Violets are Blue (2001)
8. Четири слепи мишки, Four Blind Mice (2002)
9. Големият лош вълк, The Big Bad Wolf (2003)
10. Лондонски мостове, London Bridges (2004)
11. Мери, Мери, Mary, Mary (2005)
12. Крос (Детектив Алекс Крос), Cross (2006)
13. Двойна заплаха, Double Cross (2007)
14. Cross Country (2008)
15. Alex Cross's Trial (2009) – с Ричард Дилало
16. Високи залози, I, Alex Cross (2009),
17. Кръстосан огън, Cross Fire (2010)
18. Убий Алекс Крос, Kill Alex Cross (2011)
19. Честита Коледа, Алекс Крос, Merry Christmas, Alex Cross (2012)
20. Алекс Крос, бягай!, Alex Cross, Run (2012)
21. Cross My Heart (2013)
22. Hope to Die (2014)
23. Справедливостта на Крос, Cross Justice (2015)
24. Отвъд предела, Cross the Line (2016)
25. Народът срещу Алекс Крос The People Vs. Alex Cross (2017)
26. Мишена: Алекс Крос Target: Alex Cross (2018)
27. Крос на кръстопът Criss Cross (2019)
28. Deadly Cross (2020)
29. Fear No Evil (2021)
30. Triple Cross (2022)
31. Cross Down (2023) (with Brendan DuBois)
32. Alex Cross Must Die (2023)
33. The House of Cross (2024)

- Cross Kill (2016) – с Марк Съливан
- Detective Cross (2017)

### Серия „Когато вятърът задуха“
1. Когато вятърът задуха, When the Wind Blows (1998)
2. Къща край езерото, The Lake House (2003)

### Серия Женски клуб „Убийства“ (Линдси Боксър)
1. Да умреш първи, 1st to Die (2001)
2. Втори шанс, 2nd Chance (2002) – с Андрю Грос
3. Трета степен, 3rd Degree (2004) – с Андрю Грос
4. 4-ти юли, 4th of July (2005) – с Максин Паетро
5. Петият конник, The 5th Horseman (2006) – с Максин Паетро
6. Шестата жертва, The 6th Target (2007) – с Максин Паетро
7. Седмото небе, 7th Heaven (2008) – с Максин Паетро
8. Осмата изповед, 8th Confession (2009) – с Максин Паетро
9. Деветото решение, The 9th Judgment (2010) – с Максин Паетро
10. Десетата годишнина, 10th Anniversary (2011) – с Максин Паетро
11. Единадесетия час, 11th Hour (2012) – с Максин Паетро
12. Никога 12, 12th of Never (2013) – с Максин Паетро
13. Unlucky 13 (2014) – с Максин Паетро
14. 14th Deadly Sin (2015)
15. 15th Affair (2016) – с Дод Дарин и Максин Паетро
16. 16th Seduction (2017) – с Дод Дарин и Максин Паетро
17. 17th Shooter (2018) – с Максин Паетро

### Серия „Майкъл Бенет“ – в съавторство сМайкъл Ледуидж
1. Лош късмет, Step on a Crack (2007)
2. Кърваво наказание, Run for Your Life (2009)
3. Безизходица, Worst Case (2010)
4. Време за умиране, Tick Tock (2011)
5. I, Michael Bennett (2012)
6. Gone (2013)
7. Burn (2014)
8. Alert (2015)
9. Bullseye (2016)
10. Haunted (2017) – с Джеймс О Борн

### Серия „PRIVATE“ (Джак Морган)
1. Детективска агенция Private, Private (2010) – с Максин Паетро
2. Private London (2011) – с Марк Пиърсън
3. Детективска агенция Private: Заподозрян № 1, Private: #1 Suspect (2012) – с Максин Паетро
4. Детективска агенция „Private“. Кървави игри, Private Games (2012) – с Марк Съливан
5. Детективска агенция Private: Берлин, Private Berlin (2013) – с Марк Съливан
6. Private Down Under (2013) – с Майкъл Уайт
7. Private L.A. (2014) – с Марк Съливан
8. Private India (2014) – с Ашвин Санчи
9. Детективска агенция Private: Вегас, Private Vegas (2015) – с Максин Паетро
10. Private Sydney (2015) – с Катрин Фокс, издаден и като „Missing“
11. Private Paris (2016) – с Марк Съливан
12. The Games (2016) – с Марк Съливан
13. Private Delhi (2017) – с Ашвин Санчи, издаден и като „Count to Ten“
13.5. Private: Gold (2017) – с Джеси Макензи
14. Private Princess (2018) – с Рийс Джонс

### Серия „Отдел Специални клиенти“ (NYPD Red) – сМаршал Карп
1. Смърт по сценарий, NYPD Red (2012)
2. Възмездие, NYPD Red 2 (2014)
3. Откуп, NYPD Red 3 (2015)
4. Грабеж по сценарий, NYPD Red 4 (2016)
5. NYPD Red 5 (2017)

### Поредица „Джейн Смит” (Jane Smith) – сМайк Лупика
1. 12 Months to Live (2023)
2. 8 Months Left (2024)

### Самостоятелни романи
- The Thomas Berryman Number (1976)
- Season of the Machete (1977)
- The Jericho Commandment / See How They Run (1979)
- Virgin (1980) / Cradle & All (2000)
- Black Market (1986) / Black Friday (2000)
- Среднощен клуб, The Midnight Club (1989)
- The Day America Told The Truth (1991) – с Питър Кин
- The Second American Revolution (1994) – с Питър Кин
- Криеница, Hide & Seek (1996)
- Miracle on the 17th Green (1996) – с Питър Де Джонг
- See How They Run (1997)
- Дневникът на Сюзан за Николас, Suzanne's Diary for Nicholas (2001)
- Крайбрежната къща, The Beach House (2002) – с Питър Де Джонг
- Шутът, The Jester (2003) – с Андрю Грос
- Sam's Letters to Jennifer (2004)
- Меден месец, Honeymoon (2005) – с Хоуард Руган
- Спасителят, Lifeguard (2005) – с Андрю Грос
- Крайбрежен път, Beach Road (2006) – с Питър Де Джонг
- Съдия и съдебни заседатели, Judge and Jury (2006) – с Андрю Грос
- The Quickie (2007) – с Майкъл Ледуидж
- You've Been Warned (2007) – с Хоуард Руган
- Sundays at Tiffany's (2008) – с Габриел Шарбоне
- Sail (2008)
- Плажът, Swimsuit (2009) – с Максин Паетро
- P.S. Убийците, The Postcard Killers (2010) – с Лиза Марклунд
- Don't Blink (2010) – с Хауард Роуън
- Bloody Valentine (2011) – с К. А. Джон
- Toys (2011) – с Нийл Макмахон
- Игра на криеница, Now You See Her (2011)) – с Майкъл Ледуидж
- Kill Me If You Can (2011) – с Маршал Кап
- The Christmas Wedding (2011) – с Ричард Дилало
- Зоопарк, Zoo (2012) – в съавторство с Майкъл Ледуидж
- Confessions of a Murder Suspect (2012) – с Максин Паетро
- Втори меден месец, Second Honeymoon (2013) – с Хауард Роуън
- Mistress (2013) – с Дейвид Елис
- First Love (2014) – с Дейвид Елис
- Невидим, Invisible (2014) – с Дейвид Елис
- Homeroom Diaries (2014) – с Лиза Пападеметриу
- House of Robots (2014) – с Крис Грабенстайн
- Miracle at Augusta (2015)
- Public School Superhero (2015) – с Крис Тибетс
- Vermilion (2015)
- Murder House (2015) – с Дейвид Елис
- The Black Book (2017) – с Дейвид Елис
- Магазинът, The Store (2017) – с Ричард Дилало
- Готвачът, The Chef (2018) – с Макс Дилало
- Къде е президентът?, The President Is Missing (2018) – с Бил Клинтън
- Огледално зло, The Coast-to-Coast Murders (2020) – с Джонатан Баркър
- Смъртта на Черната вдовица, Death of the Black Widow (2022) – с Джонатан Баркър
- Ответен удар, Blowback (2022) – с Брендън Дюбоа
- The Horsewoman (2022) – с Майк Лупика
- Кланът на Вълците, House of Wolves (2023) – с Майк Лупика

### Серия „Maximum Ride“ (фентъзи)
1. Максимум Райд: Ангелският експеримент, Maximum Ride: The Angel Experiment (2005)
2. Максимум Райд: Училището свърши-завинаги, Maximum Ride: School's Out Forever (2006)
3. Максимум Райд: Спасяването на света и други екстремни спортове, Maximum Ride: Saving the World and Other Extreme Sports (2007)
4. Maximum Ride: The Final Warning (2008)
5. Maximum Ride: MAX (2009)
6. Maximum Ride: Fang (2010)
7. Maximum Ride: Angel (2011)
8. The Final Maximum Ride Adventure: Nevermore (2012)
9. Maximum Ride Forever (2015)

### Серия „Даниел Х“ (фентъзи)
1. The Dangerous Days of Daniel X (2008) – с Майкъл Ледуидж
2. Daniel X: Watch the Skies (2009) – с Нед Ръст
3. Daniel X: Demons and Druids (2010) – с Адам Садлър
4. Daniel X: Game Over (2011) – с Нед Ръст
5. Daniel X: Armageddon (2012) – с Крис Грабенстайн

### Серия „Вещицата и Магьосника“ (фентъзи)
1. Witch and Wizard (2009) – с Габриел Шарбоне
2. Witch and Wizard: The Gift (2010) – с Нед Ръст
3. Witch and Wizard: The Fire (2011) – с Джил Дембовски
4. Witch & Wizard: The Kiss (2013) – с Джил Дембовски
5. The Lost (2014)

- Battle for Shadowland (2010)

### Серия „Хоук“ (Hawk) (фентъзи)
1. Hawk (2020) – с Габриел Шарбоне
2. City of the Dead (2021) – с Минди Макгинис

### Детски книги
- SantaKid (2004) – с илюстрации от Майкъл Гарланд

#### Серия „Middle School“
1. The Worst Years of My Life (2011) – с Крис Тибетс
2. Get Me Out of Here (2012) – с Крис Тибетс
3. Училище мъчилище: Брат ми е подъл мръсен лъжец, My Brother Is a Big, Fat Liar (2013) – с Лиза Пападеметриу
4. How I Survived Bullies, Broccoli, and Snake Hill (2013) – с Крис Тибетс
5. Ultimate Showdown (2014) – с Джулия Берген
6. Save Rafe! (2014) – с Крис Тибетс

#### Серия „I, Funny“ – сКрис Грабенстайн
1. I, Funny (2012)
2. I Even Funnier (2013)
3. I Totally Funniest (2015)

#### Серия „House of Robots“ – сКрис Грабенстайн
1. Bro-Bot (2013)
2. My Brother the Robot (2014)

#### Серия „Treasure Hunters“ – сКрис Грабенстайн
1. Treasure Hunters (2013)
2. Danger Down the Nile (2014)

### Документални книги
- Against Medical Advice (2008) – с Хал Фридман
- Убийството на Тутанкамон, The Murder of King Tut (2009) с Мартин Дугард
- Filthy Rich (2016) – с Джон Конъли и Тим Малой
- The Patriot (2018) – Алекс Абрамович

## Екранизации
- 1991 – Child of Darkness, Child of Light – ТВ филм по романа „Virgin“
- 1997 – Целуни момичетата – филм с Морган Фрийман на Парамаунт Пикчърс
- 1999 – Miracle on the 17th Green – ТВ филм
- 2001 – Завръщането на паяка – филм с Морган Фрийман
- 2003 – 1st to Die – ТВ филм
- 2005 – Suzanne's Diary for Nicholas – ТВ филм
- 2007 – 2008 – Женски клуб „Убийства“ – ТВ сериал от 13 серии
- 2010 – Sundays at Tiffany's – ТВ филм
- 2012 – Алекс Крос – филм с Тайлър Пери по романа „Крос“ (продуцент)
- 2014 – Maximum Ride – филм (продуцент и режисьор)

От 2004 г. участва като сценарист и персонаж в различни ТВ сериали („Касъл“ – 2 серии).